# Zoroasteridae
Zoroasteridae Sladen, 1889 è una famiglia di stelle marine.

## Tassonomia
Comprende i seguenti generi:
- Bythiolophus Fisher, 1916
- Cnemidaster Sladen, 1889
- Doraster Downey, 1970
- Myxoderma Fisher, 1904
- Pholidaster Sladen, 1889
- Sagenaster Mah, 2007
- Zoroaster  Wyville Thomson, 1873